# Municipio de Institute
El municipio de Institute (en inglés: Institute Township) es un municipio ubicado en el  condado de Lenoir en el estado estadounidense de Carolina del Norte. En el año 2010 tenía una población de 2.623 habitantes.

## Geografía
El municipio de Institute se encuentra ubicado en las coordenadas 35°20′49.58″N 77°43′8.91″O / 35.3471056, -77.7191417.